# رالف د. كول
رالف د. كول (بالإنجليزية: Ralph D. Cole)‏ هو محامي وسياسي أمريكي، ولد في 30 نوفمبر 1873 في فانلو في الولايات المتحدة، وتوفي في 15 أكتوبر 1932 في وارن في الولايات المتحدة بسبب حادث مرور. حزبياً، نشط في الحزب الجمهوري. وقد انتخب عضو مجلس نواب أوهايو وانتخب عضو مجلس النواب الأمريكي.